# احمد عبدالله‌زاده
احمد عبدالله‌زاده (زاده ۱۶ اردیبهشت ۱۳۷۲) بازیکن فوتبال اهل ایران است.
کارت معافیت از سربازی وی در جریان جنجال کارت معافیت بازیکنان فوتبال ابطال شد.
عبدالله‌زاده در مهر ماه ۱۳۹۶ توسط کارلوس کی‌روش به تیم ملی فوتبال ایران دعوت شد.

## افتخارات
- قهرمانی در لیگ برتر فوتبال ایران ۹۳–۱۳۹۲ به همراه تیم فولاد خوزستان